# 高崇寿
高崇寿（1934年5月5日—2018年4月28日），男，祖籍陕西米脂，生于北京，中国理论物理学家、物理教育家，曾任北京大学教授、博士生导师。
高崇寿的弟弟高崇伊曾任兰州大学教授。